# Hebius deschauenseei
Hebius deschauenseei är en ormart som beskrevs av Taylor 1934. Hebius deschauenseei ingår i släktet Hebius och familjen snokar.
Inga underarter finns listade i Catalogue of Life.
Artens utbredningsområde är Thailand. Där har arten två från varandra skilda populationer i landets norra del. En tredje population hittades i norra Vietnam. Även från provinserna Yunnan och Guizhou i Kina är fynd dokumenterade. Denna orm lever i låglandet upp till 300 meter över havet. Habitatet utgörs främst av fuktiga städsegröna skogar där arten ofta hittas nära vattendrag. Honor lägger ägg.
I delar av utbredningsområdet hotas beståndet av skogarnas omvandling till jordbruksmark. I Vietnam inrättades ett naturreservat. I Thailand är Hebius deschauenseei vanligt förekommande. IUCN kategoriserar arten globalt som livskraftig.